# 사랑의 행로 (1984년 영화)
《사랑의 행로》(영어: Love Streams)는 1984년 개봉한 미국의 드라마 영화이다. 존 카사베티스가 감독과 공동 각본을 맡았다. 1984년 베를린 영화제 황금곰상 수상작이기도 하다.

## 출연

### 주연
- 제나 로우랜즈
- 존 카사베츠

### 조연
- 다이안느 애보트
- 세이무어 카셀
- 마가렛 애보트
- 제이콥 쇼
- 에디 도노
- 조안 폴리
- 알 루밴
- 톰 바달

## 기타
- 원작자: 테드 앨런
- 미술: 페든 파파마이클